# 圣包迪利奥-德柳萨内斯
圣包迪利奥-德柳萨内斯（西班牙語：San Baudilio de Llusanés），是西班牙加泰罗尼亚巴塞罗那省的一个市镇。总面积24平方公里，总人口566人（2001年），人口密度24人/平方公里。